# King George Hall (Kolar Gold Fields)
King George Hall es la casa consistorial de la ciudad de Kolar Gold Fields en India. Está situado en el centro de Robertsonpet y fue construido en honor del emperador de la  India, King George. Es de estilo Victoriano.